# Бракстън (окръг, Западна Вирджиния)
Окръг Бракстън (на английски: Braxton County) е окръг в щата Западна Вирджиния, Съединени американски щати. Площта му е 1336 km², а населението – 14 468 души (2012). Административен център е град Сътън.